# Парасковія Мозиря
Параско́вія Мозиря (*Philomelos, д/н —після 1689) — дружина гетьмана Правобережної України Андрія Могили.

## Життєпис
Походила з козацького стану. Народилася у м. Лубни. Приблизно в 1670-х роках вийшла заміж за тоді ще «присяглого товариша» компанійського полку Війська Запорозького Андрія Могили, що служив на Лівобережній Україні. Втім з незрозумілих причин залишалася на батьківщині після переходу в 1683 році чоловіка на Правобережжя. Після обрання Могили у 1684 році гетмьманша була схоплена за наказом гетьмана Лівобережної України Івана Самойловича.
З 1684 по 1687 рік Могила використав усі можливі і неможливі засоби та зв'язки, підключивши до визволення Параскеви і Яна III Собеського, і численних польських та російських дипломатів. Але Самойлович та його московські воєводи не відпускали гетьманшу.
Після обрання гетьманом Івана Мазепи у 1687 році Мозирю відпускають до чоловіка. Лівобережний гетьман не хотів сваритися з Польщею і швидко знайшов та повернув до Немирова відому полонянку.
Після смерті у 1689 році чоловіка Парасковія доклала зусиль щодо захисту її прав на власність. Деякий час після цього вона мешкала на Правобережжі у Фастові, Білій Церкві. Потім, на однією з версій, повернулася на батьківщину.
Єдиний син Параскеви та Андрія (ім'я невідоме) після смерті батька служив при дворі Яна III Собеського, короля Речі Посполитої.